# ミドリマイコドリ
ミドリマイコドリ（学名：Xenopipo holochlora）は、スズメ目マイコドリ科に分類される鳥類の一種。

## 分布
南アメリカ